# Thyrogonia efulensis
Thyrogonia efulensis är en fjärilsart som beskrevs av Holland 1898. Thyrogonia efulensis ingår i släktet Thyrogonia och familjen björnspinnare. Inga underarter finns listade i Catalogue of Life.